# Thời gian Mặt Trời

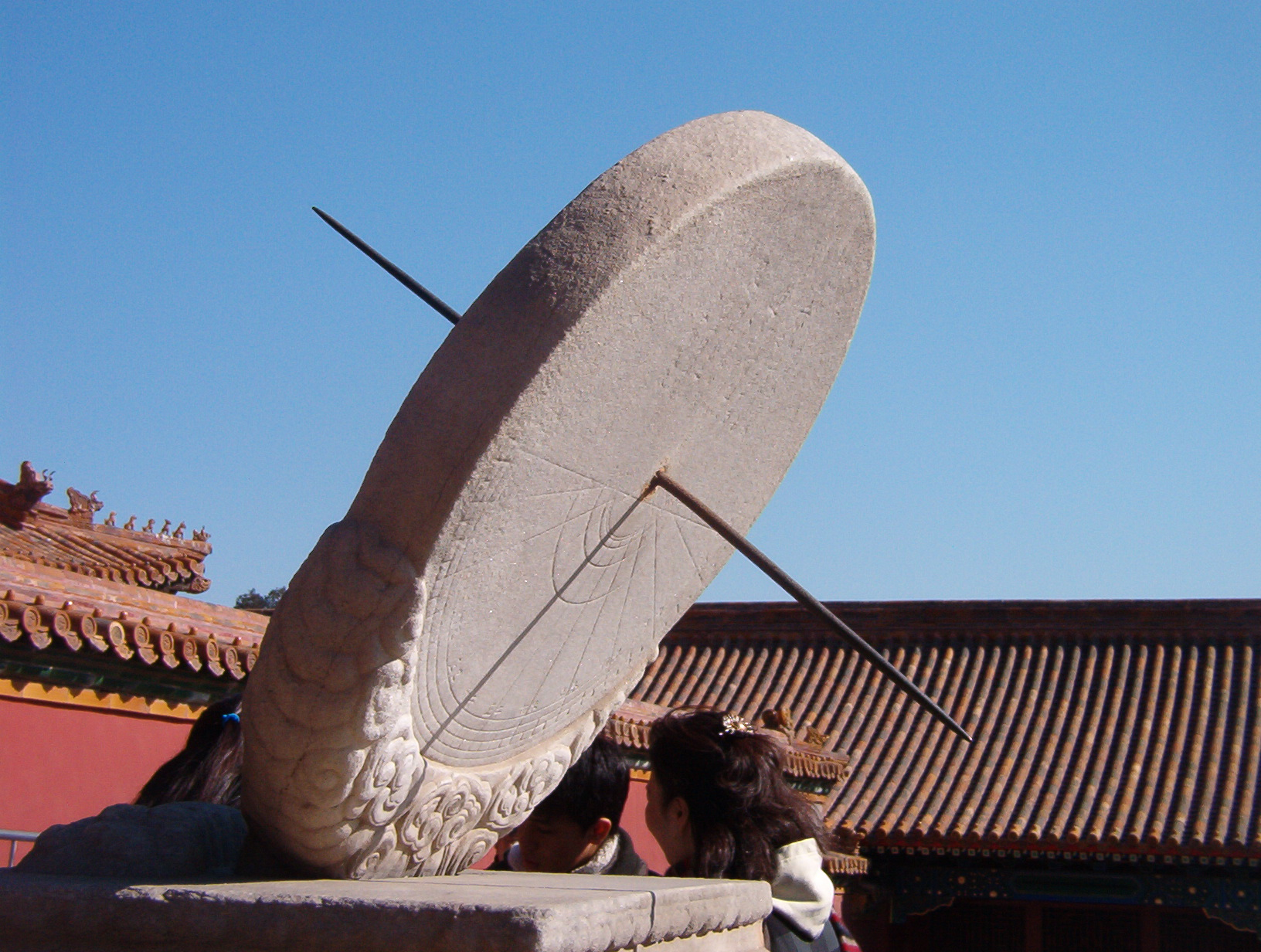
Đồng hồ Mặt Trời, như chiếc này ở Tử Cấm Thành của Bắc Kinh, đo thời gian Mặt Trời thực.

Thời gian Mặt Trời là một loại thang đo thời gian dựa trên ý tưởng là khi Mặt Trời ở trên điểm cao nhất trên bầu trời (của Trái Đất hay của hành tinh khác trong Hệ Mặt Trời) giữa ban ngày thì lúc đó được lấy mốc là giữa trưa (12 giờ vào 135° kinh Đông)

## Thời gian Mặt Trời thực
Thời gian Mặt Trời thực hay thời gian Mặt Trời biểu kiến là thang đo thời gian dựa hoàn toàn trên đồng hồ Mặt Trời, trong đó 12h trưa chính là lúc Mặt Trời nằm ở điểm cao nhất trên bầu trời. Đây là cơ sở để xây dựng ngày Mặt Trời biểu kiến, đó là khoảng thời gian giữa hai lần Mặt Trời đi qua điểm cao nhất trên bầu trời địa phương thiên đỉnh.

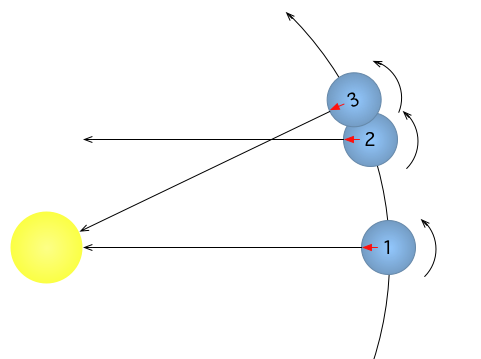
Sơ đồ cho thấy ngày Mặt Trời biểu kiến dài hơn ngày theo sao. Từ (1) đến (2), hành tinh hoàn thành một vòng quay theo nền sao, tức một ngày theo sao. Từ (1) đến (3), hành tinh hành tinh hoàn thành một vòng quay nếu lấy mốc là Mặt Trời. Từ (2) đến (3) là khoảng thời gian chênh lệch.

Ngày Mặt Trời biểu kiến dài hơn ngày sao. Lý do là khi hành tinh quay trọn một vòng quanh trục của nó đối với nền sao, thì cùng lúc nó đã di chuyển trên quỹ đạo được một góc nhỏ, và vị trí của Mặt Trời đã thay đổi trên nền sao. Điều này khiến người quan sát trên hành tinh cần quay thêm góc nhỏ đúng bằng góc mà hành tinh đã di chuyển trên quỹ đạo để lại được nhìn thấy Mặt Trời trên kinh tuyến của mình. Như vậy khoảng thời gian dài thêm của ngày Mặt Trời chính là khoảng thời gian cần để hành tinh tự quay quanh trục một góc bằng góc (so với nền sao) mà nó đã di chuyển được trên quỹ đạo trong một ngày.
Ngày Mặt Trời biểu kiến là một khoảng thời gian không cố định, có thể thay đổi từ ngày này qua ngày khác trong năm. Đó là do quỹ đạo của hành tinh quanh Mặt Trời không thực sự là đường tròn mà là đường elip và hành tinh không thực sự chuyển động tròn đều trên quỹ đạo. Theo định luật Kepler về chuyển động của hành tinh trên quỹ đạo, hành tinh di chuyển nhanh hơn khi nó gần Mặt trời và chậm hơn khi nó ở xa Mặt trời. Điều này nghĩa là góc đi được trên quỹ đạo trong một ngày, tỷ lệ với chênh lệch thời gian giữa ngày Mặt Trời thực và ngày theo sao, sẽ lớn hơn tại điểm cận nhật và ít hơn tại điểm viễn nhật. Suy ra tại điểm cận nhật, ngày Mặt Trời thực dài ra, và tại điểm viễn nhật, ngày này ngắn lại.
Đối với Trái Đất, do trục của Trái Đất nghiêng so với mặt phẳng quỹ đạo của nó quanh Mặt trời, đường đi của Mặt trời trên thiên cầu (đường hoàng đạo) nghiêng so với mặt phẳng xích đạo của Trái Đất. Khi Mặt trời đi qua hai điểm phân (giao điểm của mặt phẳng hoàng đạo và mặt phẳng xích đạo), hình chiếu của chuyển động này trên xích đạo sẽ chậm nhất. Khi Mặt trời đi qua hai điểm chí (lên cao nhất phía bắc và xuống thấp nhất về phía nam so với xích đạo), hình chiếu của chuyển động Mặt trời trên xích đạo sẽ là nhanh nhất. Do đó ngày Mặt trời biểu kiến sẽ ngắn hơn vào các ngày 26-27 tháng 3, 12-13 tháng 9 và dài hơn vào các ngày 18-19 tháng 6 năm 20-21 tháng 12. Những ngày này lệch đi một chút so với các ngày phân và ngày chí thực do điều chỉnh theo tốc độ nhanh/chậm của Trái Đất tại các điểm cận nhật và viễn nhật.

## Thời gian Mặt Trời trung bình
Thời gian Mặt Trời trung bình được tính theo trung bình của thời gian mặt trời và dùng để tính thời gian cho đồng hồ nhân tạo, sao cho tất cả các ngày Mặt Trời trung bình có độ dài bằng nhau là 24h (86.400 giây). Chênh lệch giữa độ dài của một ngày Mặt trời biểu kiến và độ dài một ngày Mặt trời trung bình dao động từ ngắn hơn 22 giây cho đến dài hơn 29 giây. Vì các ngày dài hoặc ngắn thường đi liền nhau nên khoảng thời gian chênh lệch này được tích lũy lại, và có thể lên tới sớm hơn 17 phút hoặc chậm hơn 14 phút. Vì các chu kỳ này là tuần hoàn nên không có sự tích lũy chênh lệch thời gian qua 1 năm.
Mối liên hệ giữa thời gian Mặt Trời trung bình và thời gian Mặt Trời thực được mô tả chính xác qua phương trình thời gian. Trong một năm, giờ xác định theo vị trí Mặt trời có thể nhanh hơn giờ đồng hồ tới 16 phút 33 giây (vào khoảng 31 tháng 10 hoặc 1 tháng 11 dương lịch) hoặc chậm hơn đến 14 phút 6 giây (vào ngày 11 hoặc 12 tháng 2).
Tương tự, thời điểm Mặt Trời ở thiên đỉnh có thể không trùng vào 12h trưa. Trên Trái Đất, thời điểm này có thể bị lệch khoảng 15 phút, còn trên Sao Hỏa, hành tinh có quỹ đạo méo hơn, thời điểm này có thể bị lệch tới 1h.
Khoảng thời gian Mặt Trời quay mọc liên tiếp giữa hai lần là 24h(1 ngày)